# Trichopelma nitidum
Trichopelma nitidum is een spinnensoort uit de familie vogelspinnen (Theraphosidae). De soort komt voor in Hispaniola.